# Zoltán Vörös
Zoltán Vörös (* 14. listopadu 1978) je maďarský kulturista a příležitostný model.
Roku 2009 získal první místo na Mistrovství světa WABBA (kat. Tall) v Budapešti.